# El torrent de les flors
El torrent de les flors és un recull d'obres de teatre de Mercè Rodoreda que uneix quatre peces de l'autora: Un dia, L'hostal de les tres Camèlies, El maniquí i La senyora Florentina i el seu amor Homer. Són totes les obres acabades de Rodoreda que no s'havien publicat. Abans, encara durant la vida de l'autora, s'havia editat només una obra teatral seva, El parc de les magnòlies, que va aparèixer l'any 1976 a la revista Els Marges.
Des de 1973 Rodoreda manté una correspondència amb Joan Sales sobre la possible publicació de les obres teatrals. Fins i tot van triar un títol per a aquesta recopilació: El torrent de les flors. Aquest nom es refereix directament a l'experiència teatral de Rodoreda, ja que és com es deia el teatre on va actuar com a nena en l'obra El misteriós Jimmy Samson. A més, les obres ajuntades en el tom de teatre anaven a tenir vincles amb les flors a través dels seus títols i noms dels personatges, així unint-se en aquest motiu transversal.
El recull El torrent de les flors apareix l'any 1993. La seva publicació està vinculada amb la commemoració del decenni de la mort de l'escriptora. Allí es recullen les quatre obres inèdites acabades de Rodoreda. Les obres es van editar precedides pel pròleg de Montserrat Casals i Couturier.